# Mario Adorf
Mario Adorf (ur. 8 września 1930 w Zurychu) – niemiecki aktor filmowy, telewizyjny, teatralny i dubbingowy, a także pisarz.

## Życiorys

### Wczesne lata
Urodził się w Zurychu w Szwajcarii jako syn niemieckiej pielęgniarki i włoskiego chirurga. Wychowywany przez samotną matkę w Eifel w Niemczech w miasteczku Mayen. W 1950 studiował germanistykę, filozofię i dramat na Uniwersytecie Jana Gutenberga w Moguncji. W tym czasie był aktywny zarówno w studenckim klubie bokserskim, a także na scenie studenckiej. Po kilku semestrach przeniósł się na Uniwersytet w Zurychu, gdzie miał praktykę jako asystent reżysera. W 1953 uczył się w szkole aktorskiej Otto-Falkenberg w Monachium. W latach 1955–62 grał na scenie w Monachium w repertuarze klasycznym jak Tramwaj zwany pożądaniem Tennessee Williamsa czy Otello Szekspira.

### Kariera
Podczas studiów aktorskich w 1954 roku otrzymał swoją pierwszą rolę filmową jako Gefreiter Wagner w niemieckim dramacie 08/05. Trzy lata później zagrał przełomową rolę zbrodniarza Bruno Ludke w psychodramie Roberta Siodmaka Nocą, kiedy przychodzi diabeł (Nachts, wenn der Teufel kam, 1957), za którą otrzymał niemiecką nagrodę filmową jako "najbardziej obiecujący aktor". W następnych latach grał w filmach niemieckich, m.in.: Statek śmierci (Das Totenschiff, 1959) jako Stanisław Lawski u boku Horsta Buchholza, Dzień, w którym spadł deszcz (Am Tag, als der Regen kam, 1959) jako młody przywódca gangu Werner Maurer w Gerd Oswald lub Winnetou: Złoto Apaczów (Winnetou, Teil 1, 1963) jako bandyta Frederick Santer z udziałem Pierre'a Brice'a i Lex Barkera.
We wczesnych latach sześćdziesiątych Adorf przeniósł się do Włoch. Aż do połowy lat siedemdziesiątych, oprócz swoich ról w filmach niemieckich, występował w niezliczonych międzynarodowych produkcjach, pracował z takimi reżyserami jak Sam Peckinpah (western Major Dundee (1965) z Charltonem Hestonem), Sergio Corbucci (spaghetti western Specjalista (Gli specialisti, 1969) z Johnnym Hallydayem), Billy Wilder (dramat Fedora (1978) z Williamem Holdenem), John Frankenheimer (Pakt Holcrofta (The Holcroft Covenant, 1985) wg powieści Roberta Ludluma) czy Claude Chabrol (Spokojne dni w Clichy (Jours tranquilles à Clichy, 1990) wg Henry'ego Millera z Andrew McCarthym). Był królem w telewizyjnej baśni Lamberto Bavy Fantaghiro (Fantaghirò, 1991) i Fantaghiro 2 (1992). Podkładał też głos pod smoka w niemieckiej wersji językowej filmu Ostatni smok.
Wiele z jego ról opierało się na kontraście między jego wyglądem i typową męską posturą a wrażliwością charakteru.
W 2001 został Honorowym Obywatelem miasta Mayen.

### Życie osobiste
W 1963 poślubił Lis Verhoeven, córkę Paula Verhoevena, z którą ma córkę Stellę Marię Adorf (ur. 29 sierpnia 1963). Jednak doszło do rozwodu. W 1985 ożenił się po raz drugi z Monique Faye.

## Wybrana filmografia
- 1954: 08/15 jako Wagner
- 1960: Pan marszałek i ja jako Niedermoser
- 1963: Oferta Matrymonialna jako Cucaracha
- 1963: Winnetou: Złoto Apaczów jako Frederick Santer
- 1965: Żołnierki
- 1965: Znałem ją dobrze jako Emilio
- 1965: Dziesięć małych Indianiątek jako Joseph Grohmann
- 1965: Major Dundee jako sierżant Gomez
- 1966: Operacja święty January jako Sciascillo
- 1967: Jedna róża dla wszystkich jako Paolo
- 1968: Duchy po włosku jako Alfredo
- 1968: Sekrety wiernych żon jako gliniarz
- 1969: Zarządzenie przeciw fanatykom
- 1970: Łucznik z Sherwood jako brat Tuck
- 1970: Ptak o kryształowym upierzeniu jako Berto Consalvi
- 1971: Węgorz za 300 milionów
- 1971: Policja dziękuje jako adwokat
- 1972: Król, dama i walet jako profesor Ritter
- 1973: Sprawa Matteottiego jako Benito Mussolini
- 1975: Utracona cześć Katarzyny Blum jako komisarz Beizmenne
- 1979: Blaszany bębenek jako Alfred Matzerath
- 1988: Chłopcy z ulicy Panisperna jako Corbino, minister i prezes Facolty
- 1989: Ośmiornica 4 jako Salvatore Frolo
- 1991: Spokojne dni w Clichy jako Regentag
- 1991: Jaskinia złotej róży jako król
- 1992: Człowiek godny szacunku
- 1994: Felidae jako Blaubart (głos)
- 1996: Ostatni smok jako Draco (głos, niemiecki dubbing)
- 1997: Die furchtlosen Vier jako osioł Fred (głos)
- 1999: Szpiedzy i piraci jako Coda
- 2000: Powrót małego lorda jako Karl Schneibel
- 2003: Dyl Sowizdrzał jako burmistrz (głos)
- 2005: Zebra z klasą jako kucyk Tadzik (głos, niemiecki dubbing)
- 2008: Kleiner Dodo jako Darwin (głos)
- 2013: Pinocchio jako Gepetto